# Kanton Allonnes (Maine-et-Loire)
Allonnes is een voormalig kanton van het Franse departement Maine-et-Loire. Het kanton maakte deel uit van het arrondissement Saumur. Op 22 maart 2015 werd het kanton opgeheven en werden de gemeenten opgenomen in het aangrenzende kanton Longué-Jumelles.

## Gemeenten
Het kanton Allonnes omvatte de volgende gemeenten:
- Allonnes
- Brain-sur-Allonnes
- La Breille-les-Pins
- Neuillé
- Varennes-sur-Loire
- Villebernier
- Vivy